# Haematosticta sanguiguttata
Haematosticta sanguiguttata là một loài bướm đêm trong họ Noctuidae.